# Vistaberg

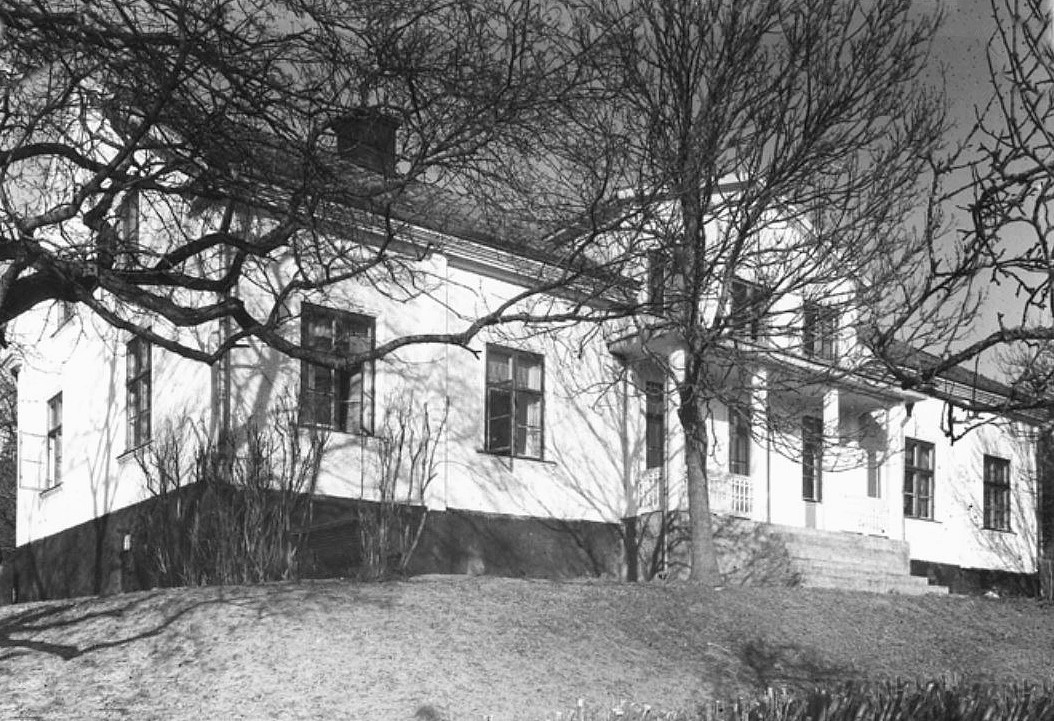
Vistabergs huvudbyggnad brändes ner i slutet av 1960-talet.

Vistaberg är ett villaområde i Huddinge kommun, Stockholms län. Sedan 2018 hör Vista till kommundelen Glömsta. I söder begränsas området av Glömstavägen.

## Historik

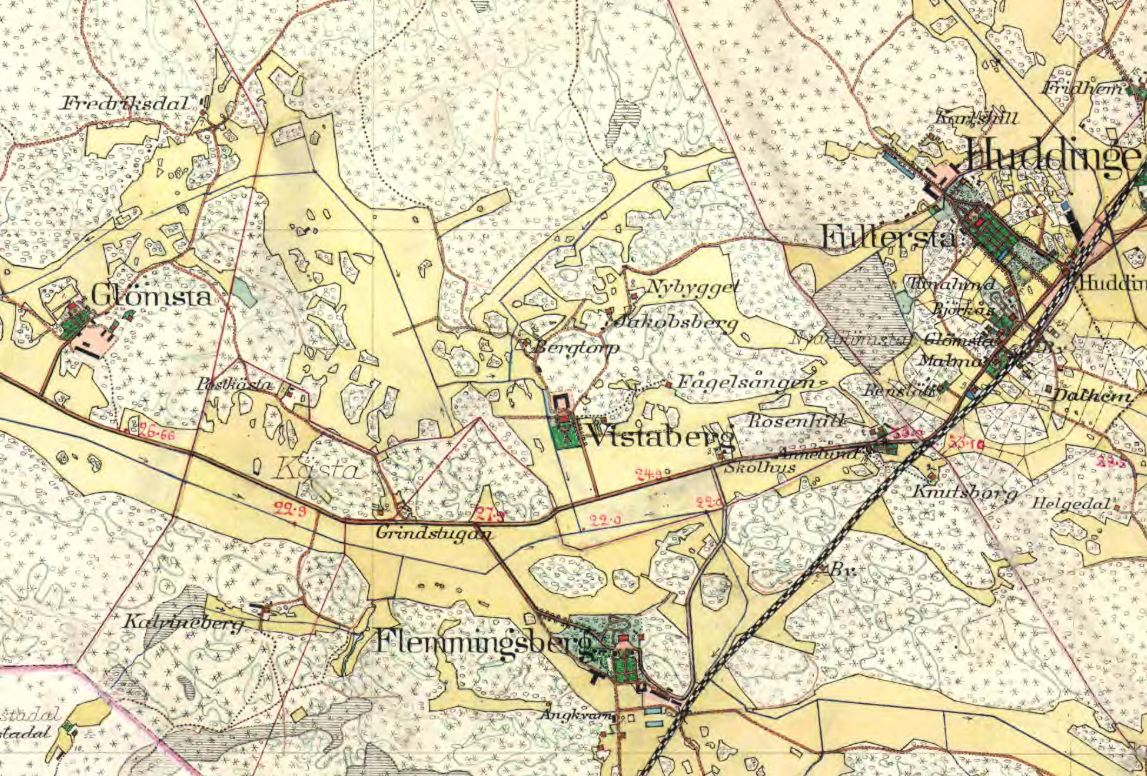
Vistaberg och Glömsta på Häradsekonomiska kartan 1900.

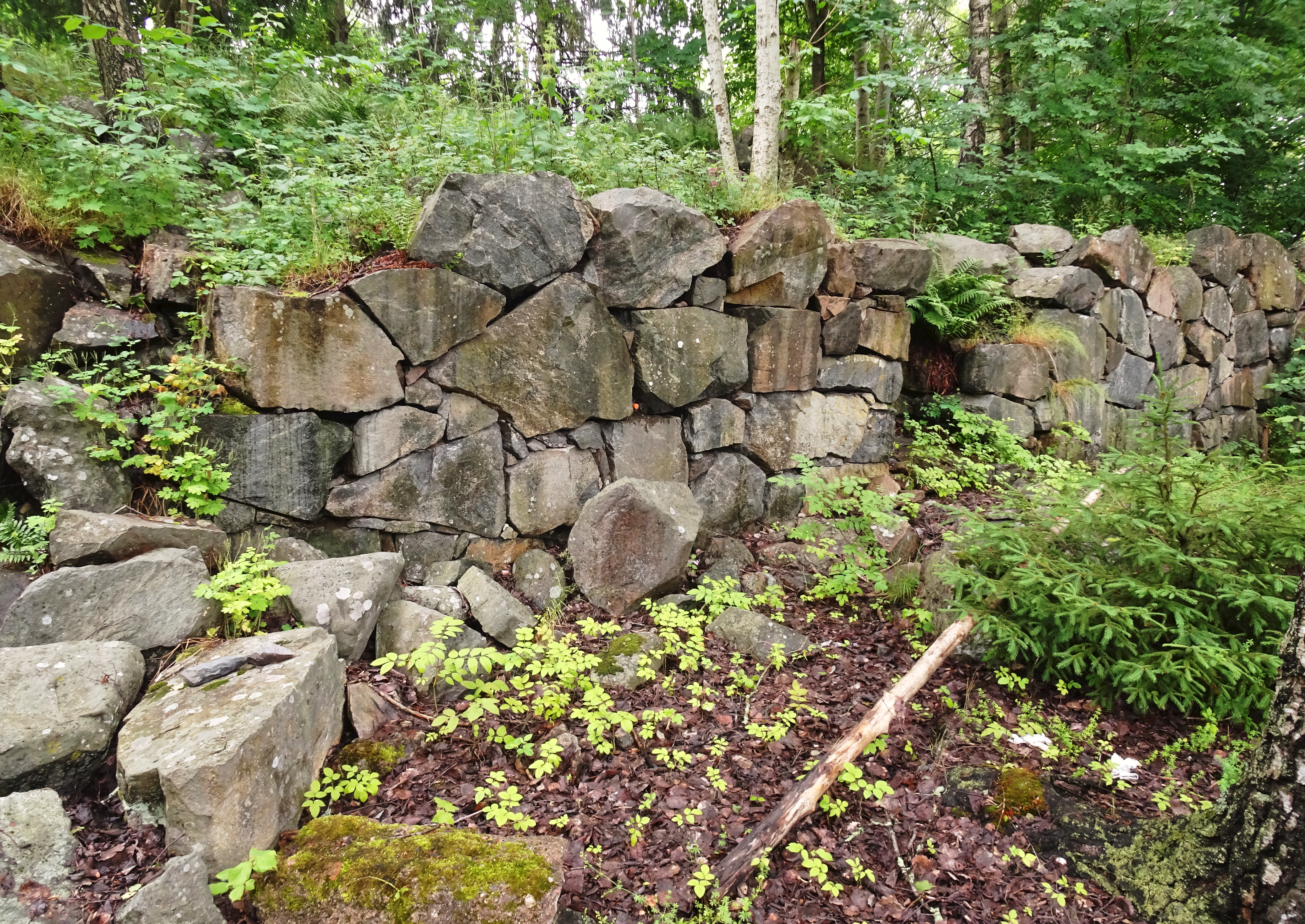
Grunden efter Vistabergs ladugård, 2016.

Äldre skrivningar för Vistaberg är Wigesta, Viggestaberg och Wiggesta. I skriftliga dokument omnämns Vista första gången år 1331 som In Viestum. Namnet anknyter förmodligen till växtnamnet vide. 
Området var bebodd redan på äldre järnåldern som talrika fornlämningar vittnar om. Vista by låg under vikingatiden i närheten av nuvarande Vistaskolan. På 1500-talet bestod bebyggelsen av två gårdar som kallades Vigesta. En av gårdarna, ett frälsehemman, ägdes 1562 av Svante Sture den yngre, känt bland annat genom Sturemorden. 
År 1644 ingick Vista i Johan Adler Salvius omfattande jordegendomar i Huddinge socken, bland dem Balingsta gård. År 1691 överfördes Vista till Glömsta gård och stannade där till 1850. Därefter ägdes Vista av storjordbrukaren Pehr Pettersson (kallad Patron Pehr) och sambrukades då med Fullersta gård, Flemingsbergs gård och Glömsta gård.
Gränsen mellan Vistaberg, Glömsta och Fullersta ändrades några gångar och gårdarnas torp (bland annat Bergstorp, Rosenhill, Fågelsången och Nybygget) växlade därför mellan dem. Inget av dem finns bevarade. Den sista gårdsbebyggelsen, Viggestabergs huvudgård, låg där Hageby allé nu går fram, strax norr om Vista förskola och Vistaskolan. Boningshuset  brändes ner i slutet av 1960-talet och är idag helt bortschaktad. Norr därom syns det ännu kvarstående, mäktiga gråstensfundamentet efter ladugården (RAÄ-nummer Huddinge 169:1). Salemsleden planerades i samband med 1960 års trafikplan och skulle sträcka sig genom Vistaberg. Leden realiserades aldrig.

## Nyare tid

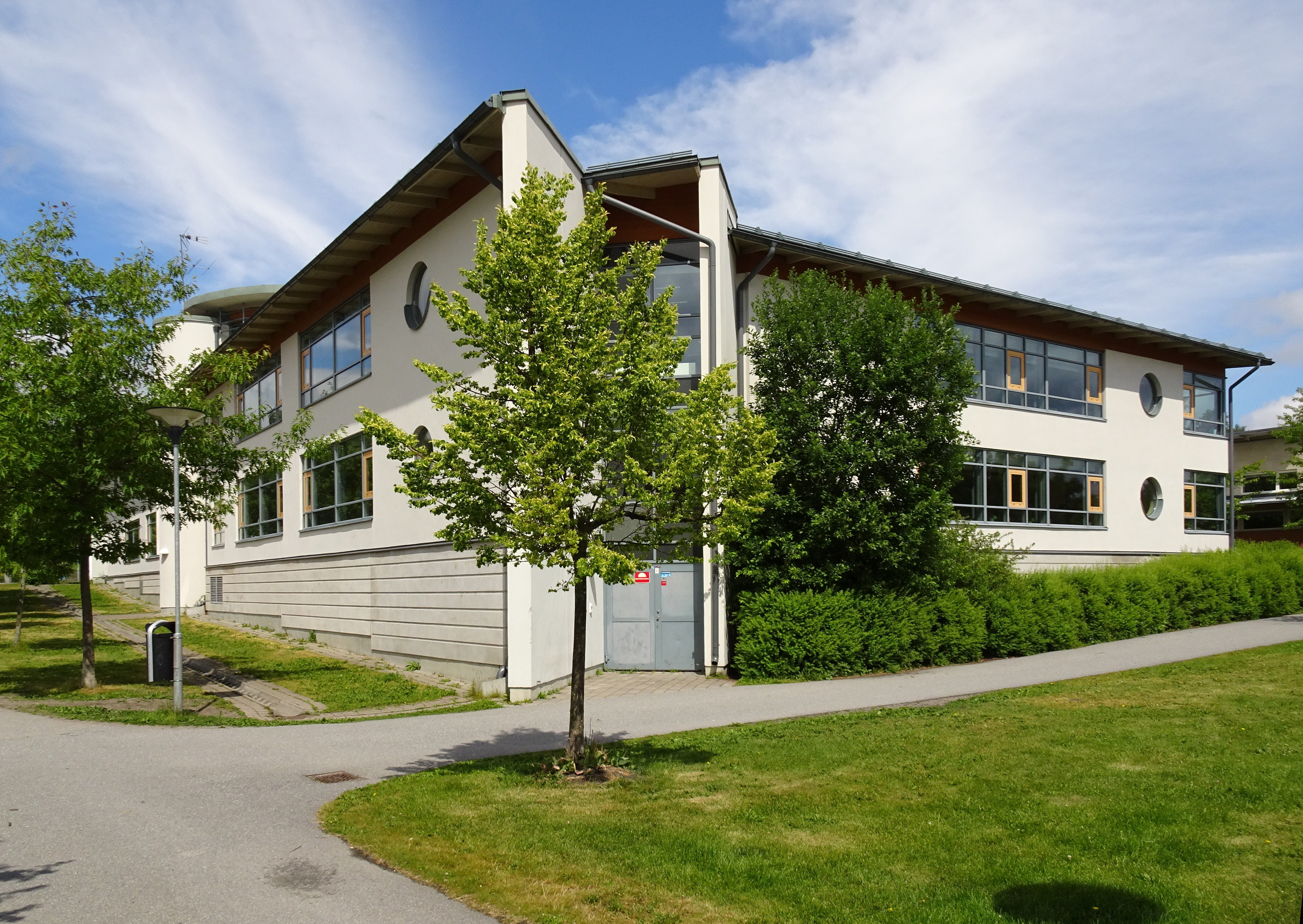
Vistaskolans nya högstadiedel, 2016.

Liksom närbelägna Glömsta började Vistas markområden styckas på 1930- och 40-talen. Den äldre bebyggelsen består av fritidshus och villor utan kommunalt vatten och avlopp. Nyare bostadsbebyggelse med radhus, kedjehus och fristående villor uppfördes på 1990- och 2000-talen. Vid Lövsta gård bedrivs djurhållning med huvudsakligen får och hästar (Lövsta gårds ridskola) men även grisar och höns. Lövsta har även jordbruk och är Huddinge kommuns minsta arrendegård.  Åkermarkerna i Lövstadalen används mest för vallodling. I norr ligger ett större skogsområde, Vistabergsskogen, med Vistaberget som är 75 meter hög. 
I mitten av 1950-talet färdigställdes Vistaskolans äldre del som ritades av arkitekt Karl W. Ottesen. Skolan kompletterades 2004 med ytterligare byggnader ritade av ANOVA arkitekter. Idag har skolan cirka 800 elever från förskola till årskurs 9. Strax öster därom ligger Rosenhillskolan för elever som är i behov av särskilt stöd.
För närvarande  arbetar kommunen med ett program till vidareutveckling av Vistaberg. Man planerar mellan 1 350 och 1 400 nya bostäder av typ trädgårdsstad med blandad bebyggelse under särskild tillvaratagande av Vistas värdefulla natur- och kulturlandskapet. Programmet godkändes av kommunstyrelsen den 25 oktober 2004. En första etapp färdigställdes 2015 med ny bebyggelse längs med Vistabergs allé.

## Bilder

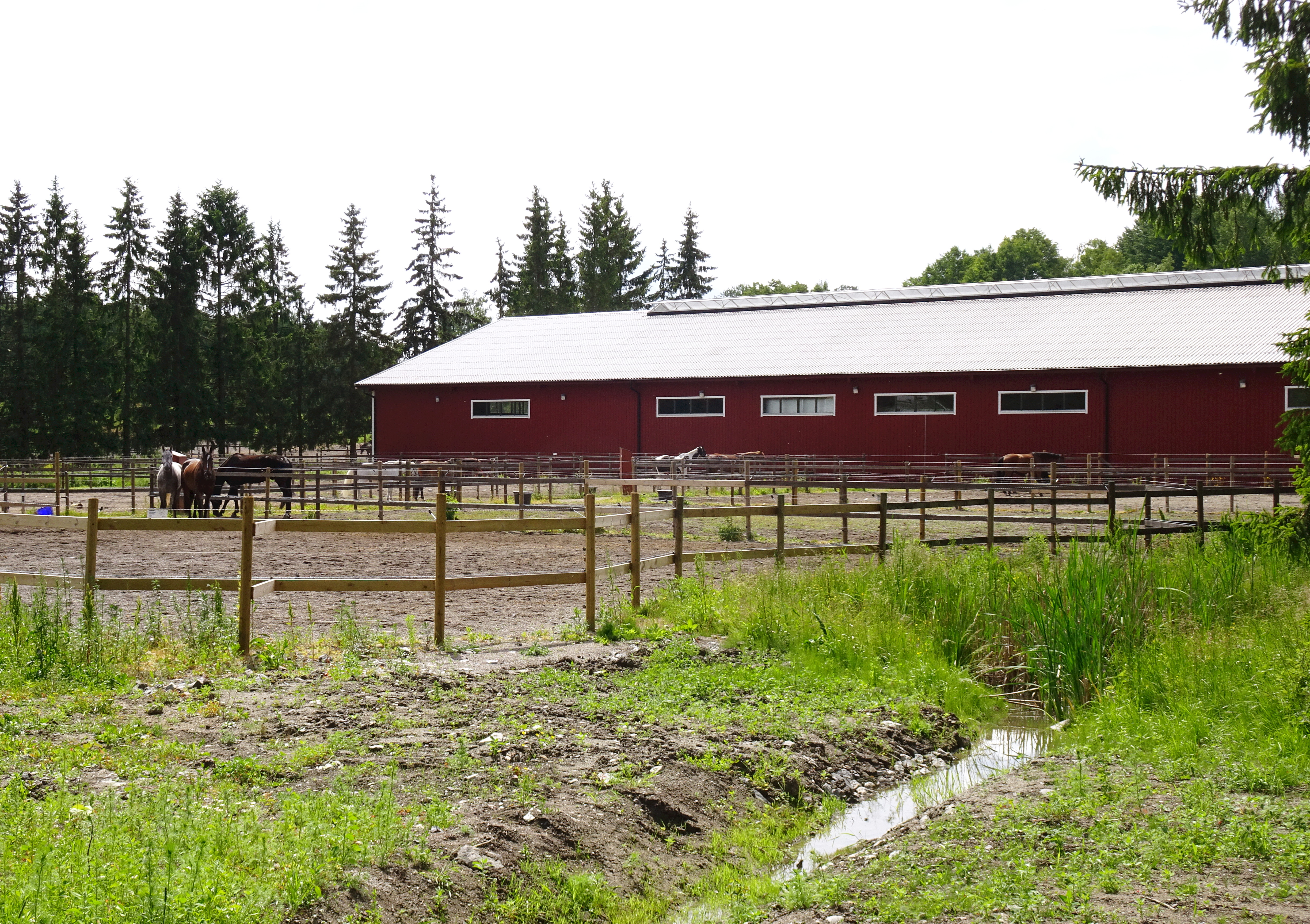
Lövsta gårds ridskola
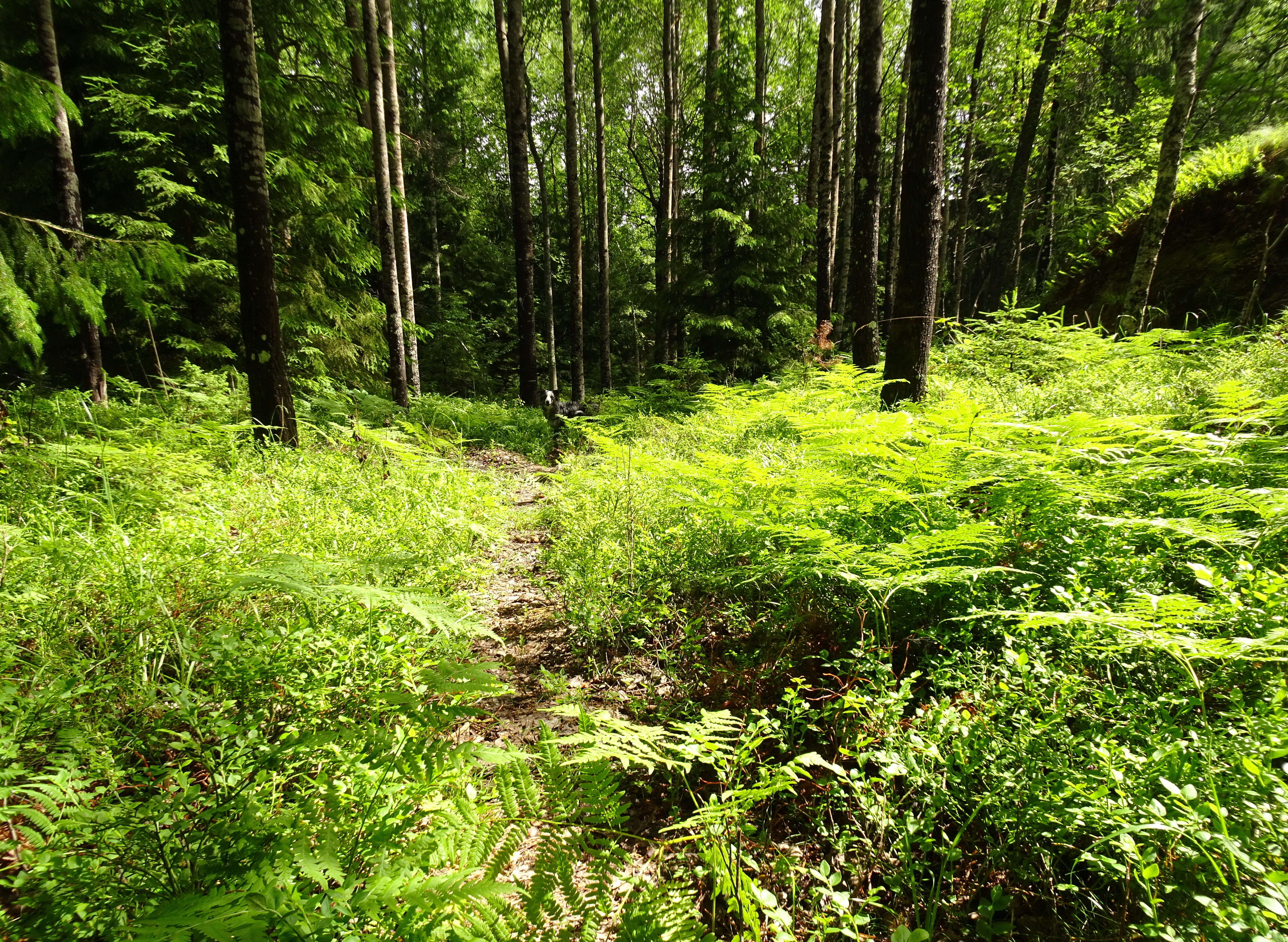
Vistabergsskogen 2016
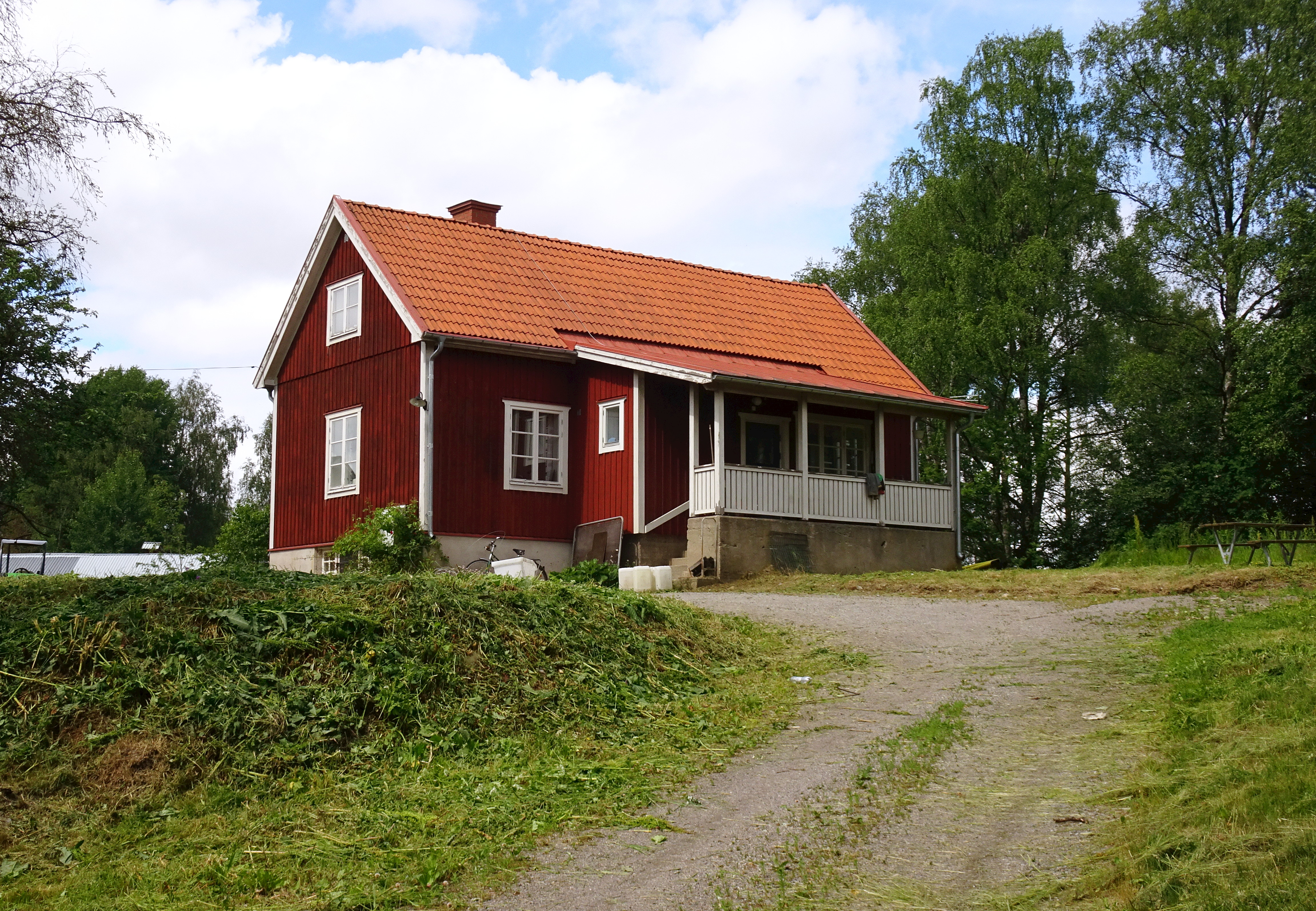
Lövsta gård